# 寶島角石蛾
寶島角石蛾（学名：Stenopsyche formosana）为角石蛾科角石蛾屬下的一个种。其种加词“formosana”意为“台湾的”。